# Odznaka honorowa „Zasłużony dla Leśnictwa”
Odznaka honorowa „Zasłużony dla Leśnictwa” – polskie resortowe odznaczenie w formie odznaki honorowej, ustanowione 2 grudnia 1997. Nadawana przez Ministra Ochrony Środowiska, Zasobów Naturalnych i Leśnictwa za zasługi w leśnictwie. Ministerstwo zostało w 1999 przekształcone w Ministerstwo Środowiska, które obecnie nie umieszcza odznaki w wykazie nadawanych odznaczeń.
Podobna do niego kształtem i rolą (z dodatkową dziedziną zasług – przemysłem drzewnym) odznaka „Zasłużony dla Leśnictwa i Przemysłu Drzewnego” istniała w latach 1974–1996.